# Ralf Georg Reuth
Ralf Georg Reuth (* 4. Juni 1952 in Oberfranken) ist ein deutscher Historiker, Journalist und Autor.

## Leben
Reuth absolvierte ein Studium der Geschichte, Altertumskunde und Germanistik. 1983 wurde er bei Andreas Hillgruber in Geschichtswissenschaften mit einer Arbeit über Adolf Hitlers Strategie an der Universität zu Köln promoviert. 1984 trat er in die Politik-Redaktion der Frankfurter Allgemeine Zeitung ein und war zwischen 1985 und 1994 deren Korrespondent in Berlin. Im Anschluss daran war er Chefkorrespondent der Welt am Sonntag und später Mitglied der Chefredaktion bei der Bild-Zeitung. 2017 verließ er den Springer-Verlag. Reuth schrieb Bücher über die Zeit des Nationalsozialismus und über die deutsche Teilung. Er ist verheiratet und hat zwei Söhne.

## Veröffentlichungen
Als Autor
- Rommel. Des Führers General. Piper, München 1987, ISBN 3-492-15222-8.
- Goebbels. Eine Biographie. Piper, München/Zürich 1990, ISBN 3-492-12023-7.
- IM „Sekretär“. Die „Gauck-Recherche“ und die Dokumente zum Fall Stolpe. Ullstein, Frankfurt/Berlin 1992, ISBN 3-548-36604-X.
- mit Andreas Bönte: Das Komplott – Wie es wirklich zur deutschen Einheit kam (PDF; 1,2 MB). Piper, München 1995, ISBN 3-492-12052-0.
- mit Kai Diekmann: Kohl. Ich wollte Deutschlands Einheit. Ullstein / Propyläen, Berlin 1996, ISBN 3-549-05597-8.
- Hitler. Eine politische Biographie. Piper, München/Zürich 2002, ISBN 3-492-03659-7.
- Rommel. Das Ende einer Legende. Piper, München/Zürich 2004, ISBN 3-492-04674-6.
- Hitlers Judenhass. Klischee und Wirklichkeit. Piper, München/Zürich 2009, ISBN 3-492-05177-4.
- mit Ulrich Mählert und Hans-Wilhelm Saure: Die Mauer. Fakten, Bilder, Schicksale. Piper, München/Zürich 2011, ISBN 978-3-492-05485-0.
- mit Günther Lachmann: Das erste Leben der Angela M. Piper, München/Zürich 2013, ISBN 978-3-492-05581-9.
- mit Konstantin Sakkas: Im großen Krieg. Leben und Sterben des Leutnants Fritz Rümmelein. Piper, München 2014, ISBN 978-3-492-05682-3.
- Annäherung an Helmut Kohl. Piper, München 2017, ISBN 978-3-492-05730-1.
- Kurze Geschichte des Zweiten Weltkriegs. Rowohlt, Berlin 2018, ISBN 978-3-7371-0022-9.
- Hitler. Zentrale Aspekte seiner Gewaltherrschaft. Piper, München 2021, ISBN 978-3492-07047-8.
- 1923 – Kampf um die Republik. Piper, München 2023, ISBN 978-3492-05932-9.

Als Herausgeber
- Joseph Goebbels. Tagebücher 1924–1945. Piper, München 1992. Piper Taschenbuch, 2008, ISBN 978-3-492-25284-3.
- mit Kai Diekmann: Die längste Nacht, der größte Tag. Deutschland am 9. November 1989. Piper, München 2009, ISBN 978-3-492-05336-5.
- Das Gesicht der Diktatur. Das Dritte Reich in 3D-Fotos. Pendo, München/Zürich 2011, ISBN 978-3-86612-307-6.